# Onocleaceae
Onocleaceae é uma pequena família de pteridófitas terrestres da ordem Polypodiales. É colocada na subordem Aspleniineae na classificação do Pteridophyte Phylogeny Group de 2016 (PPG I).  Alternativamente, a família, juntamente com Blechnaceae, pode ser colocada numa família Aspleniaceae muito amplamente definida, como a subfamília Blechnoideae. A família pode conter de um a quatro géneros, consistindo em cinco espécies em grande parte com distribuição natural em regiões com climas temperados do norte. Os quatro géneros, Matteuccia, Onoclea, Onocleopsis e Pentarhizidium, podem ser incluídos no único género Onoclea.

## Descrição
Os membros da família Onocleaceae distinguem-se por apresentarem frondes fortemente dimórficas, com as frondes férteis diferentes das frondes estéreis. Os rizomas são longos a curtos, rastejantes a ascendentes, e por vezes estoloníferos (Matteuccia e Onocleopsis). As lâminas foliares são fortemente dimórficas e o pecíolo tem dois feixes vasculares que se unem distalmente em forma de calha. As lâminas são pinatifidas ou pinadas-pinatifidas. As nervuras são livres ou anastomosadas, sem veios inclusos.
Os esporos são reniformes, acastanhados a verdes. Os soros são fechados (às vezes firmemente) por margens laminares reflexas, também com indúsios verdadeiros membranosos, muitas vezes fugazes.

## Taxonomia e filogenia
Anteriormente, as duas espécies do género Pentarhizidium eram consideradas membros de Matteuccia, mas a análise genética determinou que elas compõem um clado irmão basal do resto da família. A análise genética determinou que esta família está intimamente relacionada com as Blechnaceae, dentro do clado de famílias por vezes conhecido como Blechnales (que inclui também os fetos atyrioides e os fetos asplenioides), formando um clado que é frequentemente tratado como parte da ordem Polypodiales. Matteuccia struthiopteris foi anteriormente classificada nas Dryopteridaceae, e ainda o é pelo USDA.

### Relações filogenéticas
O cladograma proposto para a subordem Aspleniineae (como eupólipodios II), baseado em Lehtonen (2011), e Rothfels & al. (2012), mostra uma provável relação filogenética entre as Onocleaceae e as demais famílias do clado. O cladograma é o seguinte:
|  | Diplaziopsidaceae                                               |
|  |                                                                 |
|  | \| \| Aspleniaceae \| \| \| \| \| \| Hemidictyaceae \| \| \| \| |
|  |                                                                 |
|  | Aspleniaceae                                                    |
|  |                                                                 |
|  | Hemidictyaceae                                                  |
|  |                                                                 |

|  | Aspleniaceae   |
|  |                |
|  | Hemidictyaceae |
|  |                |

|  | Diplaziopsidaceae                                               |
|  |                                                                 |
|  | \| \| Aspleniaceae \| \| \| \| \| \| Hemidictyaceae \| \| \| \| |
|  |                                                                 |
|  | Aspleniaceae                                                    |
|  |                                                                 |
|  | Hemidictyaceae                                                  |
|  |                                                                 |

|  | Aspleniaceae   |
|  |                |
|  | Hemidictyaceae |
|  |                |

|  | \| \| Onocleaceae \| \| \| \| \| \| Blechnaceae \| \| \| \| |
|  |                                                             |
|  | Athyriaceae                                                 |
|  |                                                             |
|  | Onocleaceae                                                 |
|  |                                                             |
|  | Blechnaceae                                                 |
|  |                                                             |

|  | Onocleaceae |
|  |             |
|  | Blechnaceae |
|  |             |

|  | \| \| Onocleaceae \| \| \| \| \| \| Blechnaceae \| \| \| \| |
|  |                                                             |
|  | Athyriaceae                                                 |
|  |                                                             |
|  | Onocleaceae                                                 |
|  |                                                             |
|  | Blechnaceae                                                 |
|  |                                                             |

|  | Onocleaceae |
|  |             |
|  | Blechnaceae |
|  |             |

|  | \| \| Onocleaceae \| \| \| \| \| \| Blechnaceae \| \| \| \| |
|  |                                                             |
|  | Athyriaceae                                                 |
|  |                                                             |
|  | Onocleaceae                                                 |
|  |                                                             |
|  | Blechnaceae                                                 |
|  |                                                             |

|  | Onocleaceae |
|  |             |
|  | Blechnaceae |
|  |             |

|  | \| \| Onocleaceae \| \| \| \| \| \| Blechnaceae \| \| \| \| |
|  |                                                             |
|  | Athyriaceae                                                 |
|  |                                                             |
|  | Onocleaceae                                                 |
|  |                                                             |
|  | Blechnaceae                                                 |
|  |                                                             |

|  | Onocleaceae |
|  |             |
|  | Blechnaceae |
|  |             |

|  | Diplaziopsidaceae                                               |
|  |                                                                 |
|  | \| \| Aspleniaceae \| \| \| \| \| \| Hemidictyaceae \| \| \| \| |
|  |                                                                 |
|  | Aspleniaceae                                                    |
|  |                                                                 |
|  | Hemidictyaceae                                                  |
|  |                                                                 |

|  | Aspleniaceae   |
|  |                |
|  | Hemidictyaceae |
|  |                |

|  | Diplaziopsidaceae                                               |
|  |                                                                 |
|  | \| \| Aspleniaceae \| \| \| \| \| \| Hemidictyaceae \| \| \| \| |
|  |                                                                 |
|  | Aspleniaceae                                                    |
|  |                                                                 |
|  | Hemidictyaceae                                                  |
|  |                                                                 |

|  | Aspleniaceae   |
|  |                |
|  | Hemidictyaceae |
|  |                |

|  | \| \| Onocleaceae \| \| \| \| \| \| Blechnaceae \| \| \| \| |
|  |                                                             |
|  | Athyriaceae                                                 |
|  |                                                             |
|  | Onocleaceae                                                 |
|  |                                                             |
|  | Blechnaceae                                                 |
|  |                                                             |

|  | Onocleaceae |
|  |             |
|  | Blechnaceae |
|  |             |

|  | \| \| Onocleaceae \| \| \| \| \| \| Blechnaceae \| \| \| \| |
|  |                                                             |
|  | Athyriaceae                                                 |
|  |                                                             |
|  | Onocleaceae                                                 |
|  |                                                             |
|  | Blechnaceae                                                 |
|  |                                                             |

|  | Onocleaceae |
|  |             |
|  | Blechnaceae |
|  |             |

|  | \| \| Onocleaceae \| \| \| \| \| \| Blechnaceae \| \| \| \| |
|  |                                                             |
|  | Athyriaceae                                                 |
|  |                                                             |
|  | Onocleaceae                                                 |
|  |                                                             |
|  | Blechnaceae                                                 |
|  |                                                             |

|  | Onocleaceae |
|  |             |
|  | Blechnaceae |
|  |             |

|  | \| \| Onocleaceae \| \| \| \| \| \| Blechnaceae \| \| \| \| |
|  |                                                             |
|  | Athyriaceae                                                 |
|  |                                                             |
|  | Onocleaceae                                                 |
|  |                                                             |
|  | Blechnaceae                                                 |
|  |                                                             |

|  | Onocleaceae |
|  |             |
|  | Blechnaceae |
|  |             |

|  | Diplaziopsidaceae                                               |
|  |                                                                 |
|  | \| \| Aspleniaceae \| \| \| \| \| \| Hemidictyaceae \| \| \| \| |
|  |                                                                 |
|  | Aspleniaceae                                                    |
|  |                                                                 |
|  | Hemidictyaceae                                                  |
|  |                                                                 |

|  | Aspleniaceae   |
|  |                |
|  | Hemidictyaceae |
|  |                |

|  | Diplaziopsidaceae                                               |
|  |                                                                 |
|  | \| \| Aspleniaceae \| \| \| \| \| \| Hemidictyaceae \| \| \| \| |
|  |                                                                 |
|  | Aspleniaceae                                                    |
|  |                                                                 |
|  | Hemidictyaceae                                                  |
|  |                                                                 |

|  | Aspleniaceae   |
|  |                |
|  | Hemidictyaceae |
|  |                |

|  | \| \| Onocleaceae \| \| \| \| \| \| Blechnaceae \| \| \| \| |
|  |                                                             |
|  | Athyriaceae                                                 |
|  |                                                             |
|  | Onocleaceae                                                 |
|  |                                                             |
|  | Blechnaceae                                                 |
|  |                                                             |

|  | Onocleaceae |
|  |             |
|  | Blechnaceae |
|  |             |

|  | \| \| Onocleaceae \| \| \| \| \| \| Blechnaceae \| \| \| \| |
|  |                                                             |
|  | Athyriaceae                                                 |
|  |                                                             |
|  | Onocleaceae                                                 |
|  |                                                             |
|  | Blechnaceae                                                 |
|  |                                                             |

|  | Onocleaceae |
|  |             |
|  | Blechnaceae |
|  |             |

|  | \| \| Onocleaceae \| \| \| \| \| \| Blechnaceae \| \| \| \| |
|  |                                                             |
|  | Athyriaceae                                                 |
|  |                                                             |
|  | Onocleaceae                                                 |
|  |                                                             |
|  | Blechnaceae                                                 |
|  |                                                             |

|  | Onocleaceae |
|  |             |
|  | Blechnaceae |
|  |             |

|  | \| \| Onocleaceae \| \| \| \| \| \| Blechnaceae \| \| \| \| |
|  |                                                             |
|  | Athyriaceae                                                 |
|  |                                                             |
|  | Onocleaceae                                                 |
|  |                                                             |
|  | Blechnaceae                                                 |
|  |                                                             |

|  | Onocleaceae |
|  |             |
|  | Blechnaceae |
|  |             |

|  | Diplaziopsidaceae                                               |
|  |                                                                 |
|  | \| \| Aspleniaceae \| \| \| \| \| \| Hemidictyaceae \| \| \| \| |
|  |                                                                 |
|  | Aspleniaceae                                                    |
|  |                                                                 |
|  | Hemidictyaceae                                                  |
|  |                                                                 |

|  | Aspleniaceae   |
|  |                |
|  | Hemidictyaceae |
|  |                |

|  | Diplaziopsidaceae                                               |
|  |                                                                 |
|  | \| \| Aspleniaceae \| \| \| \| \| \| Hemidictyaceae \| \| \| \| |
|  |                                                                 |
|  | Aspleniaceae                                                    |
|  |                                                                 |
|  | Hemidictyaceae                                                  |
|  |                                                                 |

|  | Aspleniaceae   |
|  |                |
|  | Hemidictyaceae |
|  |                |

|  | \| \| Onocleaceae \| \| \| \| \| \| Blechnaceae \| \| \| \| |
|  |                                                             |
|  | Athyriaceae                                                 |
|  |                                                             |
|  | Onocleaceae                                                 |
|  |                                                             |
|  | Blechnaceae                                                 |
|  |                                                             |

|  | Onocleaceae |
|  |             |
|  | Blechnaceae |
|  |             |

|  | \| \| Onocleaceae \| \| \| \| \| \| Blechnaceae \| \| \| \| |
|  |                                                             |
|  | Athyriaceae                                                 |
|  |                                                             |
|  | Onocleaceae                                                 |
|  |                                                             |
|  | Blechnaceae                                                 |
|  |                                                             |

|  | Onocleaceae |
|  |             |
|  | Blechnaceae |
|  |             |

|  | \| \| Onocleaceae \| \| \| \| \| \| Blechnaceae \| \| \| \| |
|  |                                                             |
|  | Athyriaceae                                                 |
|  |                                                             |
|  | Onocleaceae                                                 |
|  |                                                             |
|  | Blechnaceae                                                 |
|  |                                                             |

|  | Onocleaceae |
|  |             |
|  | Blechnaceae |
|  |             |

|  | \| \| Onocleaceae \| \| \| \| \| \| Blechnaceae \| \| \| \| |
|  |                                                             |
|  | Athyriaceae                                                 |
|  |                                                             |
|  | Onocleaceae                                                 |
|  |                                                             |
|  | Blechnaceae                                                 |
|  |                                                             |

|  | Onocleaceae |
|  |             |
|  | Blechnaceae |
|  |             |

### Espécies
A família, na sua presente circunscrição taxonómica, inclui quatro géneros, com um total de cinco espécies.
- Matteuccia
  - Matteuccia struthiopteris - com ampla distribuição na América do Norte, Europa e Ásia
- Onoclea
  - Onoclea sensibilis - América do Norte e Ásia Oriental, sendo as populações americanas e asiáticas reconhecidas como variedades distintas
- Onocleopsis
  - Onocleopsis hintonii - encontrada numa área restrita de desfiladeiros húmidos de montanha no sul do México e na Guatemala; alguns botânicos (especialmente Masahiro Kato) consideram-na uma espécie de Matteuccia
- Pentarhizidium
  - Pentarhizidium orientale - Ásia Oriental até ao sul dos Himalaias
  - Pentarhizidium intermedium - China até à Índia

Uma análise de filogenética molecular realizada em 2011 sugeriu que os quatro géneros de Onocleacae estão tão intimamente relacionados e que poderiam ser incluídos no único género Onoclea. Uma possível relação filogénica entre as espécies de Onocleaceae (os comprimentos das linhas não são significativos) é mostrada abaixo. O Pteridophyte Phylogeny Group, na sua classificação de  2016 (PPG I), manteve os quatro géneros.
|  | Matteuccia struthiopteris (ou Onoclea struthiopteris) |
|  |                                                       |
|  | Onocleopsis hintonii (ou Onoclea hintonii)            |
|  |                                                       |

|  | Onoclea sensibilis var interrupta |
|  |                                   |
|  | Onoclea sensibilis var sensibilis |
|  |                                   |

|  | Matteuccia struthiopteris (ou Onoclea struthiopteris) |
|  |                                                       |
|  | Onocleopsis hintonii (ou Onoclea hintonii)            |
|  |                                                       |

|  | Onoclea sensibilis var interrupta |
|  |                                   |
|  | Onoclea sensibilis var sensibilis |
|  |                                   |

|  | Pentarhizidium orientale (ou Onoclea orientalis)   |
|  |                                                    |
|  | Pentarhizidium intermedium (ou Onoclea intermedia) |
|  |                                                    |

|  | Matteuccia struthiopteris (ou Onoclea struthiopteris) |
|  |                                                       |
|  | Onocleopsis hintonii (ou Onoclea hintonii)            |
|  |                                                       |

|  | Onoclea sensibilis var interrupta |
|  |                                   |
|  | Onoclea sensibilis var sensibilis |
|  |                                   |

|  | Matteuccia struthiopteris (ou Onoclea struthiopteris) |
|  |                                                       |
|  | Onocleopsis hintonii (ou Onoclea hintonii)            |
|  |                                                       |

|  | Onoclea sensibilis var interrupta |
|  |                                   |
|  | Onoclea sensibilis var sensibilis |
|  |                                   |

|  | Pentarhizidium orientale (ou Onoclea orientalis)   |
|  |                                                    |
|  | Pentarhizidium intermedium (ou Onoclea intermedia) |
|  |                                                    |